# Gakhwangjeon
Gakhwangjeon (Hangul: 각황전), significa saló de l'Emperador Il·lustre. És una de les sales de culte al temple Hwaeomsa, un temple Budista al comtat Gurye-gun a la província de Jeolla del Sud, Corea del Sud. Dona a l’extrem nord-oest del pati i tot i que no és la sala de culte principal, és la més gran del monestir i una de les sales de culte més grans a Corea del Sud. Va ser registrat l'any 1962 com el 67è Tresor Nacional per l’agencia Cultural Heritage Administration.
La construcció, o reconstrucció, de Gakhwangjeon va ser una de les grans gestes de l’arquitectura de mitjans de la Dinastia Joseon. Construït des d'una base de fusta a una de pedra. Va patir una gran renovació en el període colonial Japonés, va ser desmuntada i després reconstruïda. En santuari en el seu interior conté set estàtues d’altar fetes al 1703 per l’influent escultor Saengnan. Entre elles s'inclou la triada de budes sedents de Sakyamuni, Amitābha i Prabhutaratna, que representen els budes dels tres períodes, acompanyats o atesos per les estàtues dels bodisattva d’Avalokiteśvara, Samantabhadra, Manjusri i Ksitigarbha. Més tard, en 1860, les pintures d’altar dels tres budes van der acabades, tot i això una representa erròniament a Bhaisajyaguru enlloc de Prabhutaratna.
Davant de Gakhwangjeon s'alça una gran llanterna de pedra (12è Tresor Nacional) va ser esculpida durant el període de Silla Unificada, mesura 6,4 metres d'altura i 2,8 metres de diàmetre complementant la mida de Gakhwangjeon. Lleugerament a l'esquerra hi ha la Pagoda dels quatre lleons (35è Tresor Nacional), feta de granit que consta de tres pisos.

## Història
Des de Silla Unificada, un dels regnes de Corea, fins a mitjans de la Dinastia Joseon, la sala de culte i l’edifici més gran a Hwaeomsa era el saló Jangnyukjeon. Aquest consistia d’una estructura de fusta i murs de pedra interiors amb inscripcions del Sutra de la Guirlanda (Buddhāvataṃsaka Sūtra). Jangnyukjeon va ser destruït en 1593 quan Hwaeomsa va ser cremat pels Japonesos durant les invasions japoneses a Corea, més conegudes per la guerra d'Imjin o les invasions Hideyoshi (1592-1598).
Durant el període de Silla Unificada aquest era el principal monestir budista de l’escola Huayan. El monjo Byeogam Gakseong va ser la figura més important en l'Exèrcit dels Monjos Justos i tenia una relació estreta amb la cort de Joseon. Va fer construir a Hwaemosa la sala de culte Daeungjeon i varies de les altres estructures essencials, però la pobra economia de la postguerra va privar de finançament per la reconstrucció de Jangnyukjeon. Fons d'altres monjos trobades a Hwaemosa narren que aquesta reconstrucció era l’últim desig de Gakseong i que la seva causa va ser delegada al seu deixeble, el monjo Baegam Seongchong (1630-1700). Va escriure An Appeal for Alms to Sculpt Icons for and Rebuild Jangnyukjeon Hall of Hwaeomsa, Gurye (求禮華嚴寺重建丈六殿兼造像勸善文) per ajudar a la sol·licitud de contribucions al temple. Va deixar la supervisió de la reconstrucció de la sala a càrrec del seu deixeble de tres anys, el monjo Gyepa Seongneung. Poc se sap de l’inici de la vida de Seongneung, es creu que prové de Yecheon segons unes cròniques sobre la història del temple recopilades per Jeong Byeongheon (1891–1969). A Chronicle of the Great Temple Hwaeomsa of Jirisan, Honam, Haedong (海東湖南地異山大華嚴寺事蹟; henceforth Hwaeomsa Chronicle).
Gakhwangjeon és un exemple excepcional de l'arquitectura budista sobretot de la Dinastia Joseon. És un dels quatre únics salons budistes de múltiples pisos existents que daten del segle XVII els altres són; Daeungbojeon (1618) i Palsangjeon (1626) del temple de Beopjusa, i Mireukjeon (1635) de Geumsansa. Té grans similituds amb Daeungbojeon per la mida i interior gairebé idèntics. Exemples estructurals com el de Gakhwangjeon són extremadament rars i el fa ser encara més únic el fet que es l'únic construït durant el període Joseon tardà.

### Construcció i Renovacions
La restauració del temple va iniciar-se en 1630 per Gakseong, també responsable de la reconstrucció d’alguns dels monestirs més importants de la Dinastia Joseon. Però en aquell moment el cost que suposava restaurar la sala de culte Jangnyukjeon estava per sobre el que el temple es podia permetre. Des del 1699 al 1702 el monjo Gyepa Seongneung, estar a càrrec de la reconstrucció de la sala de culte que va ser posteriorment reanomenada Gakhwangjeon.

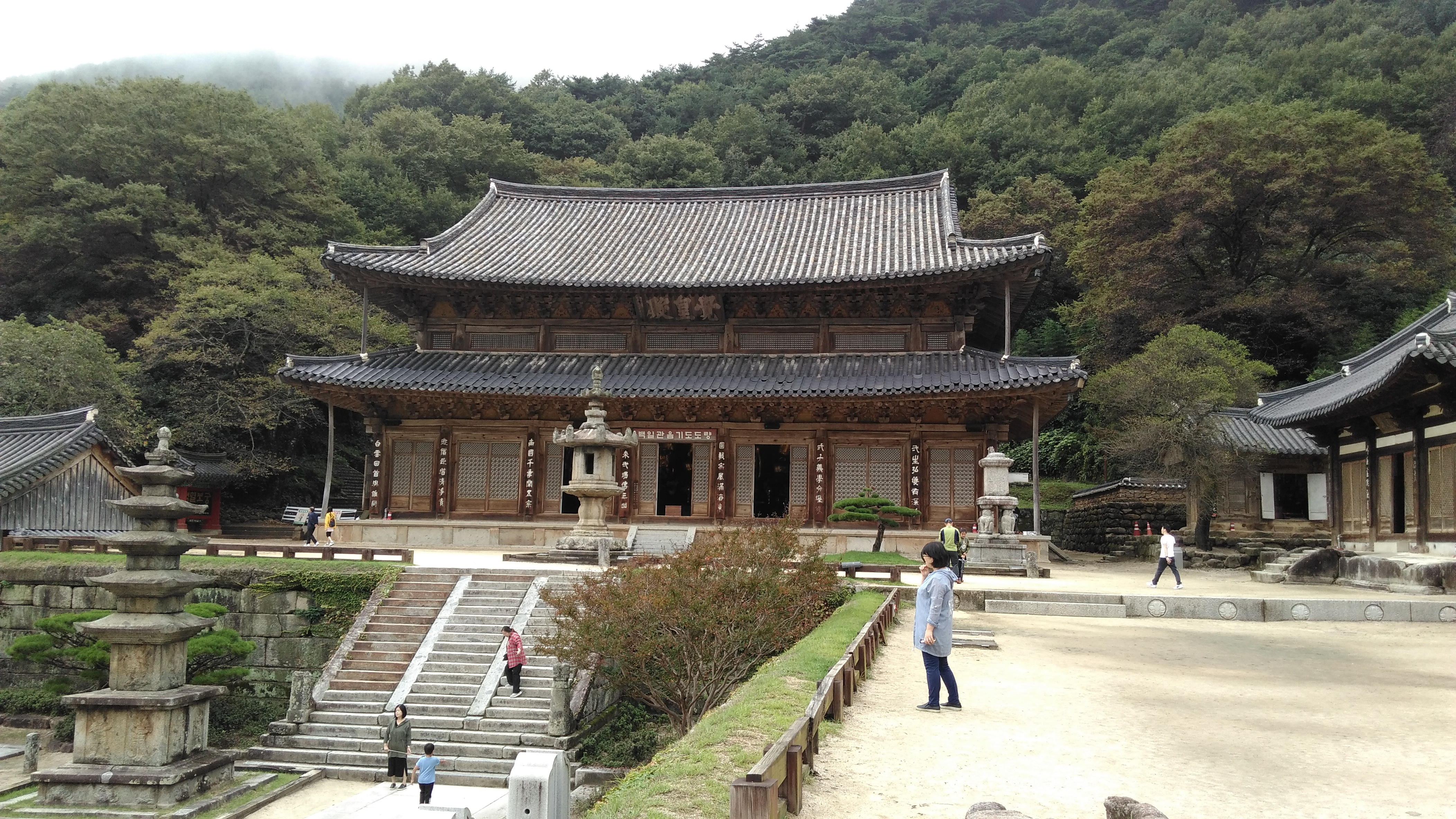
Vista general del saló Gakhwangjeon amb la llanterna de pedra i la Pagoda dels quatre lleons.

Seongneung va iniciar la construcció en1699 encara que ell va morir al 1700, abans que es completés el projecte. La reconstrucció va ser possible a causa d’una combinació de tres factors; influència del mateix temple, mecenatge estatal i interès reial. Els principals patrons eren Lady Hwagyeong, una de les consorts del Rei Sukjong, i mare del príncep Yeoning. Hi ha fonts que indiquen que altres notables membres del govern van contribuir. Entre ells trobem a: Choi Seokjeong (1646–1715), el membre més important de la burocràcia; Lee Sebaek (1635–1703), el segon conseller de l’estat; Sin Wan (1646–1707), el conseller suprem del consell estatal; Oh Doil (1645–1703), the Minister of War; Jo Sangu (b. 1640), un funcionari de segon grau del ministeri de personal; un tutor reial del príncep hereu de cognom Hong; un alt funcionari de tercer grau del ministeri d’impostos de nom Hong Suju (1669–1731); Chae Paengyun (1669–1731), un escriba reial; and Lee Don (1642–1713), un funcionari de segon grau del ministeri de ritus.
Donant èmfasi al fet que els benefactors més típics o comuns de les institucions budistes durant aquest període eren agricultors i dones pobres el seu mecenatge va resultar essencial i, tanmateix, fora de l'esperat, tenint en compte que a finals del segle xvii la Doctrina Antiga havia recuperat el domini polític a la cort, fonamentant un renovat ostracisme del budisme. El professor Lee Kang-geun defensa que el seu suport va formar part de la lluita per la successió reial. Des del seu naixement, la Doctrina Antiga ha estat donant suport en secret a Yeoning com a possible rival al fill de Jang Okjeong, la consort reial que va suplantar durant un temps a la reina Inhyeon (1667-1701). Els motius de Hwangyeong, la que va fer la donació a nom del seu fill, sembla que eren més polítics que religiosos, ja que segons Choi Wansu va ser un intent d'expandir les seves influències i la dels seus partidaris a la regió de Jeolla. Lee proposa que podria haver sigut la mateixa Inhyeon que recolzava la reconstrucció en nom de Hwagueong i el seu fill perquè tinguessin influència futura a la cort. Finalment, la Doctrina Antiga va acabar coronant príncep a en Yeoning en1721 i més tard va regnar com Rei Yeongjo. Va regnar des del 1724 fins al 1776.
L'any 1768 Gakhwangjeon va ser restaurat pel Gran Mestre Zen Jaun Cheogwan. L’historial del procés constructiu no es coneix, però els noms i els càrrecs dels treballadors sí que s'han conservat a les Croniques de Hwaemosa. Monjos, soldats i habitants de temples propers com Cheongyesa i Yeongoksa al comtat de Gurye i del temple de Gamnosa a Namwon van participar en el procés. Més tard en 1847 va tornar a ser reparat i es van substituir part de fusta podrida, part del sostre que estava en mal estat i pintures murals. Més reformes van fer-se en 1851, en 1860 (pintures de l’altar) i finalment al 1885.
Gaijiro Fujishima, un arquitecte japonès, que durant el període colonial japonès va visitar Hwaemosa en 1928. L'any 1930 va publicar un estudi on posava èmfasis en les reparacions necessàries per Gakhwangjeon; el sostre havia de ser reparat, ja que l’aigua de la pluja accedia a l’interior i vàries columnes havien caigut i eren la causa que l’estructura s'inclinés. El governador general de Corea del moment va finançar els costos de les reparacions que van començar en 1936, però no s'ha publicat res d’informació sobre els canvis realitzats. S'han hagut de suposar a través de documentació del període de reconstrucció i d'imatges preses just després d’aquesta el maig del 1941.

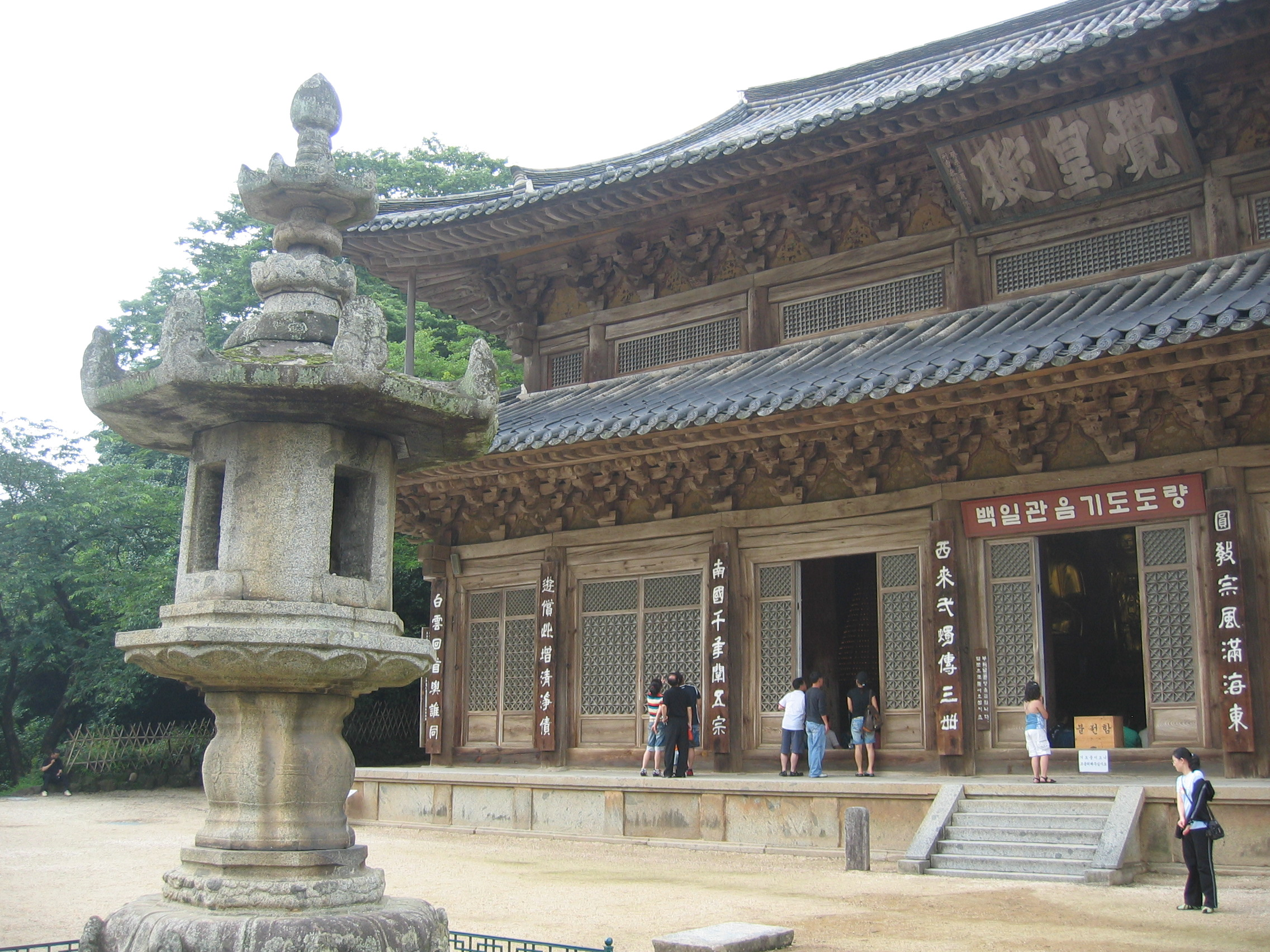
Detall de la façana i la llanterna de pedra que està en restauració.

Després de l’alliberament japonès l'any 1961 el sostre va tornar a ser restaurat amb les directrius de Im Cheon que també va participar en la restauració de les pintures murals de l’edifici en 1939. Des del 1966 fins al 1969 l’edifici va patir més restauracions sota l’Oficina de Béns Culturals. L'any 1983 van tornar a fer treballs al sostre i l’altar va ser reparat un any després. L’Oficina de Béns Culturals va tornar a fer una inspecció i restauració, aquest cas de tots els edificis i estructures de pedra de tot el temple entre el 1985 i el 86. L’any 2000 la teulada va ser reparada i les escales frontals també. La Cultural Heritage Administration des del 2008 fins al 2009 va tornar a fer retocs a la sala de culte.
El comitè de Cultural Heritage està actualment restaurant la llanterna de pedra que mostrava vàries parts en mal estat. Es calcula que les reformes s'allargaran fins al 2025. El maig del 2024 la NRICH va organitzar una cerimònia budista anomenada Gogulsik per fer pública la iniciativa del desmontatge i anunciant l'inici del projecte i l'interès per la conservació a Hwaemosa.

## Arquitectura
La base del saló Gakhwangjeon és una estructura de granit que originalment formava part del saló Jangnyukjeon. Està construïda amb el sistema de posta i llinda, molt emblemàtic de l'arquitectura de Silla Unificada tardana. Té una altura d'un metre aproximadament, més similar a l'arquitectura de palaus Joseon que les sales budistes contemporànies. Els murs mesuren uns 30,9 metres de llarg a la zona de la façana 22,48 metres pels laterals. Superfície rectangular coberta per blocs quadrats incrustats amb una àrea total de 694 metres quadrats. En aquesta es troben quaranta bases circulars de columnes damunt de pedestals quadrats, tallades en peces úniques de granit. Les alçades varien molt a causa del pes de l'edifici al llarg dels segles. És en aquesta zona on es troben les ranures que antigament sostenien les plaques de pedra on hi havia la inscipció el Sutra de la Garlanda de Flors. És una base bastant singular que a causa de la complexa història de danys i reparacions la diferencies d'altres sales budistes.
Gakhwangjeon presenta una estructura de fusta típica de l'arquitectura budista de finals de Joseon de planta rectangular. Fa set trams d'ample per cinc de profunditat. Els trams centrals són més amplis que els laterals, donant una sensació d'espai i dirigint l'atenció cap a l'altar central. Vint-i-sis columnes de fusta sostenen el pis, les columnes centrals i interiors, les més altes, són troncs d'arbres individuals amb la seva forma natural conservada. Les columnes exteriors i superiors de les interiors van ser modificades durant l'era colonial japonesa per adoptar un format més estàndard. Les columnes interiors i exteriors s'uneixen mitjançant juntes de mortaja i tenó, reforçades amb llindes gruixudes i travessers. Són tècniques tradicionals que garanteixen l'estabilitat i la resistència de l'estructura. El segon pis presenta finestres amb enreixat vertical als espais entre columnes. A la façana, hi ha portes de quatre panells a les tres badies centrals i portes de dos panells a la resta. Les portes centrals utilitzen un enreixat especial anomenat gyeokjagyosal, poc comú en l'època.
La zona del santuari interior és un únic espai obert rarament habitual en temples coreans. L'altar s'anomena Sumidan en honor a la muntanya Sumeru i està al centre de l'edifici. És una estructura de tres nivells amb plataformes elevades per a les estàtues de l'altar, disseny comú als segles XVII i XVIII. Els panells frontals i laterals sense pintures ni relleus. Presenta una simplicitat en els marges segurament provinent d'una reconstrucció colonial. També trobem una absència del baldaquí típica de sales d'aquesta grandària. El sostre té forma de cofre amb panells enfonsats. És pla a la zona de l'altar i inclinant-se pels vessants a la resta de l'espai. La disposició de l'espai redueix visualment l'espai de culte. Durant l'era colonial es van retirar les hongsalchaek barreres vermelles amb punxes per permetre l'accés. El paviment consta de la base de blocs de pedra incrustats en 1998 que actualment estan recoberts amb un terra de fusta. A causa de les alteracions colonials trobem alteracions en elements originals.
En tenir dues plantes presenta diferents característiques en cada una d'elles. Al primer pis presenta un sostre de dues aigües i el segon un de quatre aigües. Els frontons són de 4,8 metres d'alçada i 12,5 metres d'amplada en els punts més baixos. Sota els ràfecs hi ha uns suports encaixats, 120 entre els dos pisos. La coberta de la teulada té més funció estructural que decorativa o estètica. A la part exterior trobem quatre suports per grup, dos enfocats amunt, un avall i un en espiral o en forma de núvol. A l'interior trobem vuit variacions de dos suports superiors. La forma és d'elefant als extrems superiors laterals, comú en sales budistes del segle XVII. Pel que fa les teules hi ha dues capes. La primera o inferior, són teules modernes fetes a màquina i la capa superior són una barreja de teules coreanes tradicional, guwa, algunes són fetes a màquina i algunes a mà. Algunes d'elles tenen segells de reparació d'entre el 1937 i el 1938. Als ràfecs trobem alternança de teules amb forma de mitja lluna, ammaksae, decorades amb dragons bicèfals i any de producció (1967 o 1999) i teules circulars, sumaksae, amb lotus de deu pètals o símbol "om" en sànscrit. Els extrems i cantonades tenen teules decoratives, mangwa, idèntiques a les ammaksae. A la part inferior dels frontons trobem teules de 1938 basades en les originals de 1700 amb noms de donants. De cada un dels vuit extrems de la teulada hi ha penjades unes campanes de vent d'època colonial.

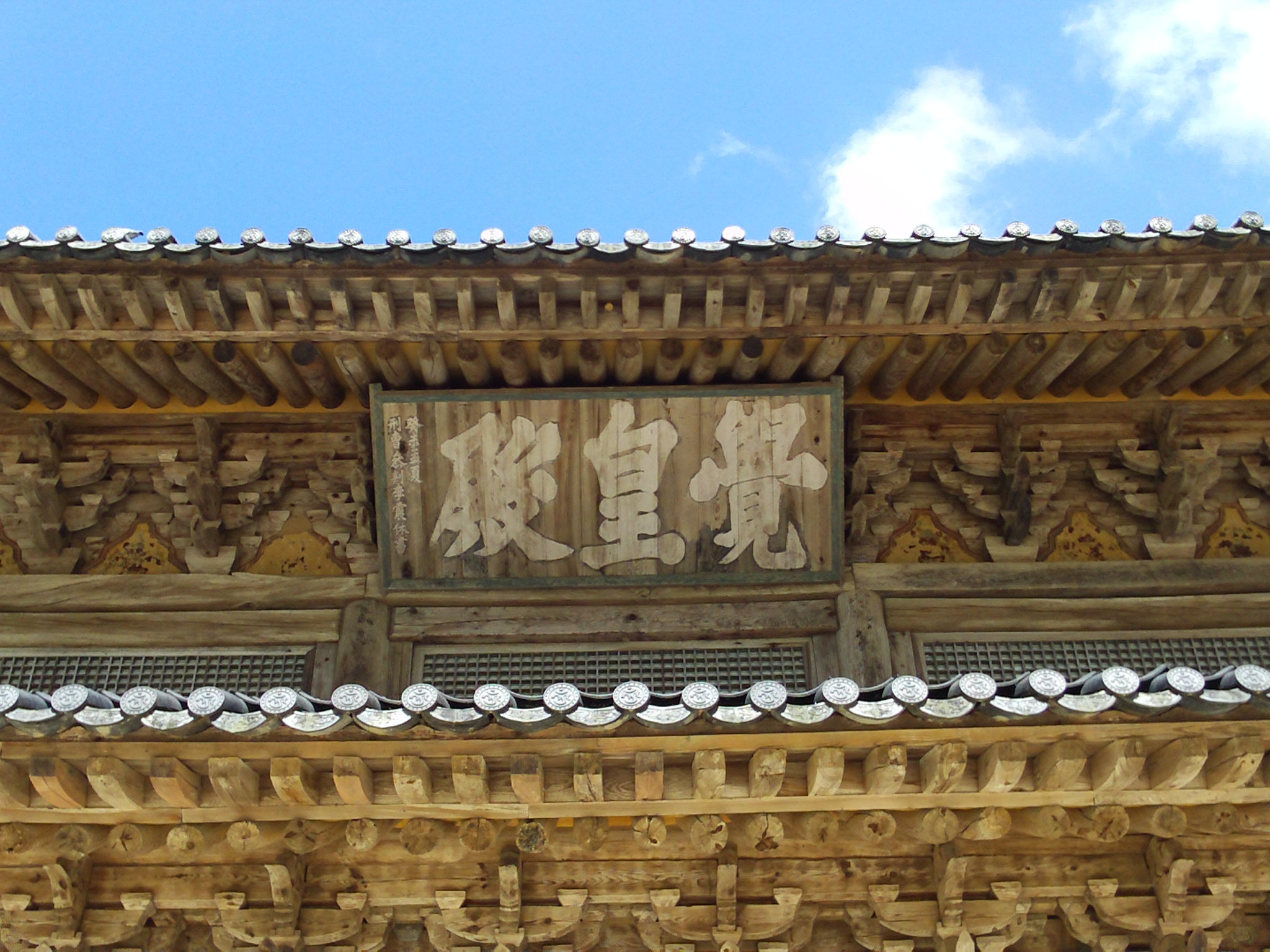
Detall de la tauleta amb el nom de l'edifici.

L'aspecte decoratiu és bastant ampli, inclou molts elements decoratius i inscripcions cal·ligràfiques. En el tram central del segon pis se situa una tauleta amb el nom de l'edifici. Té unes dimensions de 4 metres d'ample per 1,83 metres d'alçada, està feta de taules de fusta verticals unides i emmarcades. La inscripció originalment estava coberta amb full d'or, no conservat actualment, però la cal·ligrafia blanca encara es manté. Vuit tauletes, juryun, penjades de les columnes del primer pis a la façana que tenen tradicionalment o normalment tenen inscripcions relacionades amb icones sagrades. En aquest cas les podem dividir en dues estrofes; la primera consta de quatre versos descrivint el monjo Yeongi, fundador de Hwaeomsa i la primera és d'origen desconegut.
Des de la dreta a l'esquerra:
1. 偉論雄經罔不通 Dominant tant el Mahayana com l'Avatamsaka,
2. 一生弘護有深功 Els seus vastos mèrits d'una vida defensant el dharma.
3. 三千義學分燈後 Haver compartit la llum de l'ensenyament del Buda amb els seus 3000 deixebles,
4. 圓敎宗風滿海東 Els preceptes de l'Avatamsaka s'han estès per tota la terra.
5. 西來一燭傳三世 Aquesta única llum oriental ensenyada al passat, present i futur
6. 南國千年闡五宗 Durant més de mil anys difonent-se del sud a les cinc escoles.
7. 遊償此增淸淨債 Perquè algú superi mèrits tan immaculats,
8. 白雲回首與誰同 És com si el cap d'un núvol girés, qui podria fer el mateix?

No se sap l'any de manufactura però la signatura indica que van ser obra del cal·lígraf Kim Yonggu (1907-1982) també responsable de les tauletes del saló Daeungjeon, Hwaemosa. Fa 3,5 metres de llarg per 0,4 metres d'ample. No consta de decoració.

## Dancheong

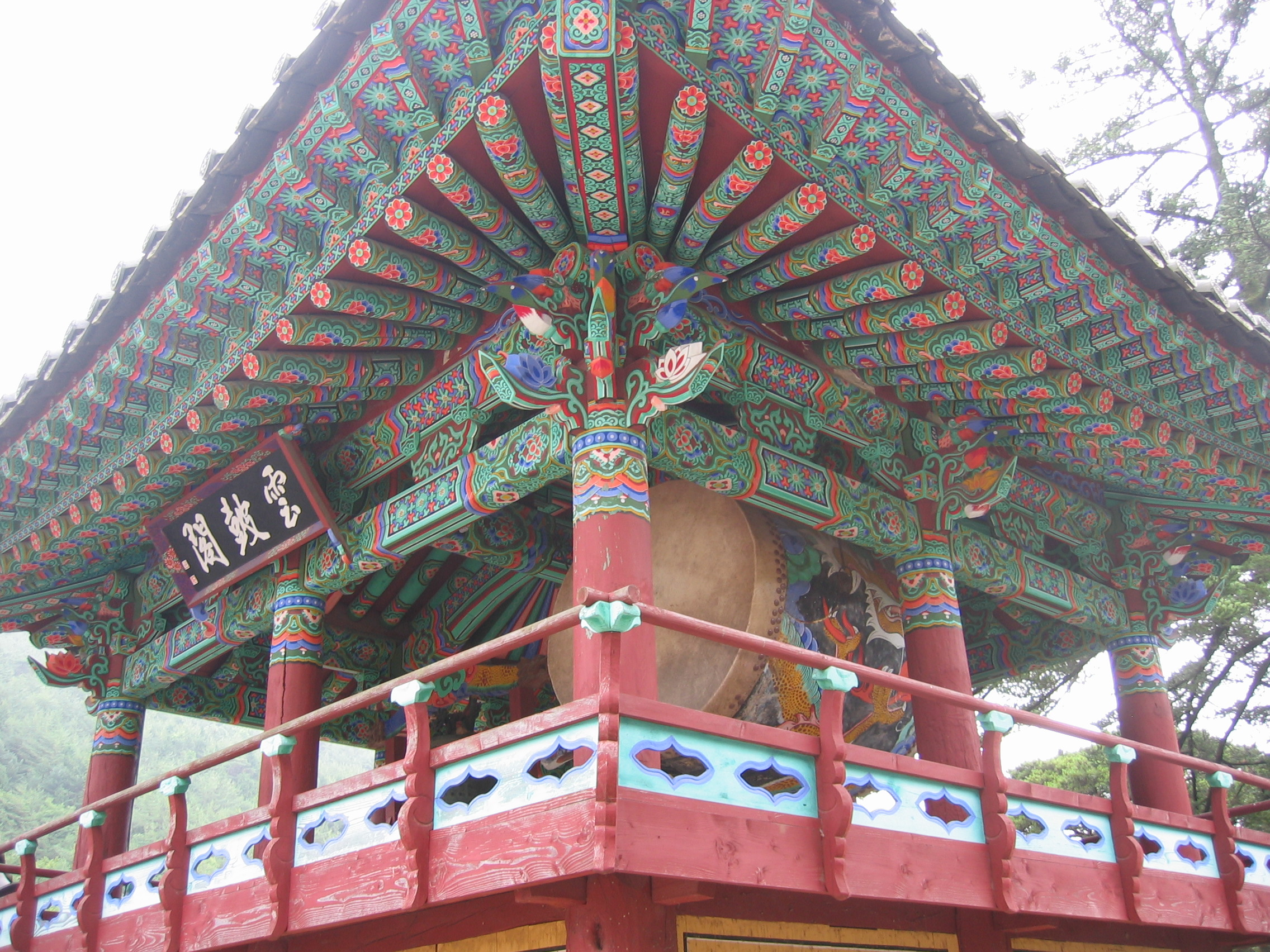
Detall de Dancheong de la Drum Tower, un dels edificis de Hwaeomsa.

El Dancheong, o pintura decorativa, de Gakhwangjeon Hall presenta un estat de conservació desigual entre l'exterior i l'interior. A l'exterior trobem un desgast gairebé complet. Tot i així les restes visibles indiquen l'estil original i sofisticat; geumdancheong. Es conserven les pintures triangulars entre els grups de suport del primer pis: alternança de flors de lotus en test i peònies. La façana presenta una floració completa, les parets laterals una mida decreixent fins a la part posterior i en aquesta, flors de lotus en forma de gemma i peònies similars a les llengües de la vall. Al segon pis presenta pintures murals exclusives de flors de lotus.
La part interior presenta un millor estat de conservació millor i és un molt bon exemple a destacar del dancheong regional de Jeolla-do i la transició entre els estils del segle XVII i XVIII. Abundància de patrons ornamentals amb colors; verd, salmó i ocre vermell als suports del sostre. Als panells de les parets superiors arhats i cares de drac entremig. Al sostre motius florals de lotus, peònies, flors vermelles de quatre pètals, juhwa, i lotus flotants. A la planta baixa Arhats pintats a bigues i parets, acompanyats de monjos celestials, dragons o tigres. També Apsares portant un janggu i un pal de tambor, i Budes asseguts sobre lotus amb nimbes de cinc colors cardinals.

## Estàtues de l'altar
L'altar del Gakhwangjeon alberga un conjunt excepcional de set escultures. La peça central és una tríada asseguda formada per tres Budes: Sakyamuni, el Buda del present, flanquejat per Prabhutaratna, del passat, i Amitābha, del futur. Aquesta combinació específica no es troba en altres temples, sinó que és característica de les pintures budistes de la província de Jeolla durant el segle XVIII, com les de Naesosa (1700), Cheonggoksa (1722), Anguksa (1728), Unheungsa (1730), Dabosa (1745), i Gaeamsa (1749).
L'origen d'aquesta disposició inusual podria residir en un text no canònic, El Llibre dels Cinc Sons del Brahma, publicat el 1661. Aquest llibre cerimonial s'utilitzava per a rituals fúnebres i podria haver influenciat la selecció d'icones dècades abans de la creació de les escultures. Per donar vida a aquestes figures sagrades, es va formar un gremi de vint-i-tres monjos escultors liderats pel prestigiós Saengnan del temple de Neungasa. La seva contribució va ser vital, ja que va esculpir personalment l'estàtua de Sakyamuni i va col·laborar amb Chubung en la creació d'Avalokiteśvara, el Bodhisattva de la compassió. Altres escultors destacats van ser Chungok, Ilgi, Eungwon, Chupyeong i Chubung, probablement deixebles experimentats de Saengnan gràcies als vint anys de treball sota la seva tutela. Aquest últim grup va ser responsable de la resta d'imatges: Prabhutaratna (Chungok), Amitābha (Ilgi), Samantabhadra (Eungwon) i Ksitigarbha (Chupyeong). El projecte va ser finançat per: onze monjos, set laics i una dama de la cort van contribuir amb diners, camps d'arròs i gra per finançar el projecte.
La triada de Budes està concebuda per impressionar els devots amb la seva grandària colossal. L'estàtua principal, Sakyamuni, mesura 3,5 metres d'alçada i 2,5 metres d'amplària als genolls, sent la més gran de les tres. Totes tres escultures comparteixen característiques similars: postura de lotus, tors ample i mans en mudres específics. La mida del cap és gran respecte al cos i la cara presenta un somriure suau. Un detall interessant és l'urna visible entre les celles i l'urishna (protuberància cranial) simbolitzada pels cabells curts en forma d'espiral. Les altres dues figures, Prabhutaratna i Amitābha, són lleugerament més petites i gairebé idèntiques entre si, però amb les mans en posicions mudrā lleugerament diferents i alguns plecs de la roba invertits.

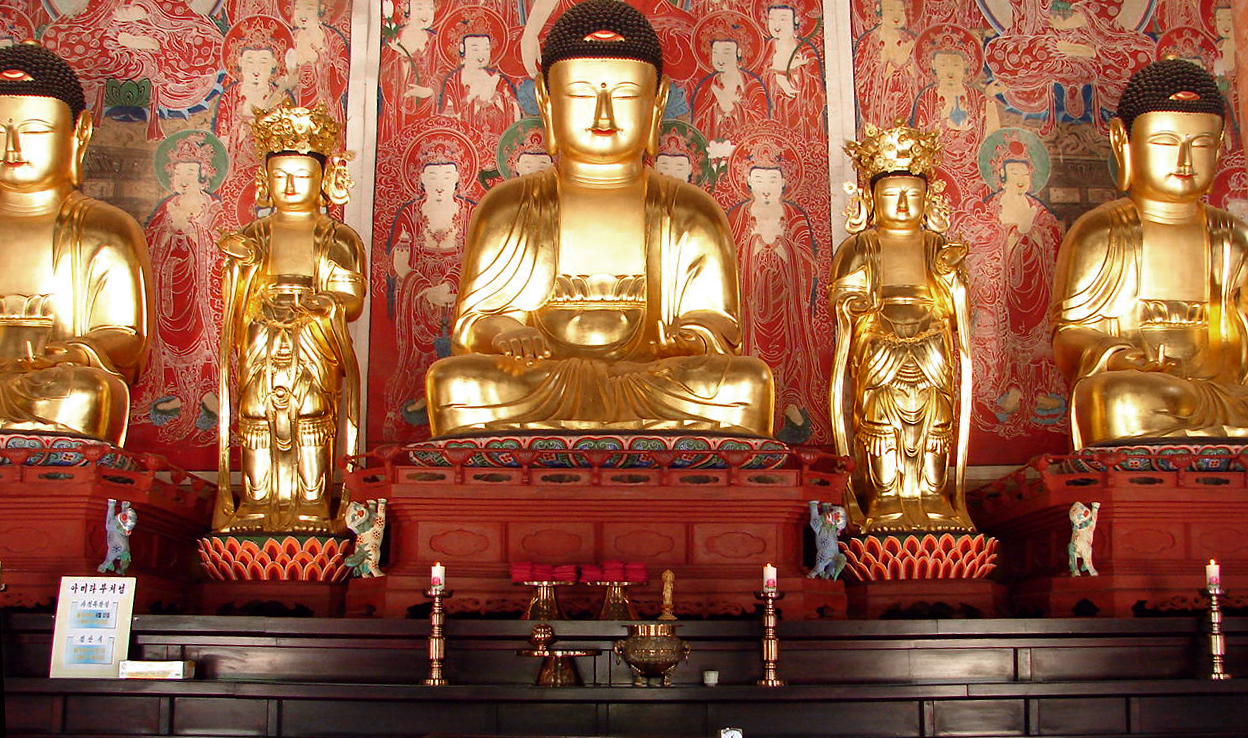
Tríada de Budes; Sakyamuni, Prabhutaratna i Amitābha.

Flanquejant els budes trobem quatre escultures de Bodhisattves. Manjusri, el bodhisattva de la saviesa i Samantabhadra, el de la meditació, es troben a la dreta i l'esquerra de Sakyamuni, respectivament, mentre que Avalokiteśvara, el bodhisattva de la compassió i Ksitigarbha, el de l'infern, estan situats als extrems de l'altar. Tot i que presenten mudres diferents, les figures comparteixen un estil similar al dels Budes. No obstant això, els Bodhisattves destaquen per la seva elaboració, especialment en les corones i vestimentes. Les corones ornamentals inclouen flames, flors, ocells i figures mítiques com el fenghuang. Els vestits tenen plecs complexos que recorden flors de lotus i fulles d'herba. A la cintura porten amplis cinturons que baixen fins als peus.

## Pintures de l'Altar
L'any 1860 van fer-se, per els monjos Haeun, Punggok, Seoun, Cheoru, Wolheo, Haemyeong and Seoam, tres pintures d'altar que representen els Budes dels Tres Períodes. Curiosament, els artistes van confondre Prabhutaratna, Buda del passat amb Bhaisajyaguru, el Buda de la medicina. Aquesta confusió es va resoldre el 1975 gràcies al descobriment d'un registre amagat dins d'una de les escultures.
Les pintures comparteixen un estil similar, mostrant un Buda assegut envoltat d'assistents. Estan pintades en daurat sobre seda vermella i presenten un gran detall tot i la seva grandària. Es troben en excel·lent estat de conservació i tenen un valor històric important, ja que reflecteixen les característiques principals de l'estil de la dinastia Joseon. A més de les pintures de l'altar, hi ha una obra a la paret esquerra que representa l'assemblea de deïtats guardianes per Kim Uil (1901–1998). A l'altra banda del saló, hi ha un retrat del mestre Zen Reesandan Dogwang (1937–1984) i Patriarch Dongheondang Wongyu (1896–1983).

### Sakyamuni
La pintura de l'altar presenta a Sakyamuni, el Buda del present, assegut en un tron de lotus sobre un altar de Sumeru pintat amb detalls a la fusta. Segueix la postura sedent sobre el lotus amb la cama dreta sobre l'esquerra i les mans en el mudra bhumisparsha. Vesteix robes carmesí amb plecs elaborats i decoració floral daurada. Els cabells pentinats en forma de petxina tenen detalls minuciosos i raigs de llum favorables emanen del seu usnisha vermell. La cara de Sakyamuni, pintada de color blanc groguenc clar, té trets facials centrats i harmònics. Un nimbe ovalat verd amb flames daurades l'envolta.
Al voltant del Buda hi ha una assemblea de vint-i-vuit deïtats. En primera fila, hi trobem els quatre grans Bodhisattves: Avalokiteśvara, Manjusri, Samantabhadra i Mahāsthāmaprāpta. A la segona fila, flanquejant Sakyamuni, estan els Budes Vipaśyīn i Śikhīn. Sota d'ells, vuit grans Bodhisattves estan disposats simètricament en grups de quatre. A la part posterior, la tercera fila està formada pels deu principals deixebles, dos monjos celestials joves i dues apsaras. El llenç mesura 6,75 metres per 3,95 metres.

### Bhaisajyaguru
La pintura de Bhaisajyaguru, el Buda de la Medicina, s'assembla molt a la de Sakyamuni. Ambdós Budes estan asseguts en trons de lotus, amb trets facials, composició i esquemes de color similars. Tot i això varies diferències els separen. Bhaisajyaguru té un dosser de lotus blanc sobre ell, les seves mans estan en posició del mudrā vitarka i sostenint una caixa de medicines a la mà esquerra. El cap i l'ushinisha de Bhaisajyaguru es representen en estil lama. El nimbe de Bhaisajyaguru és blau, mentre que l'halo del cap és verd, contrastant amb el nimbe verd de Sakyamuni.
L'envolten menys deïtats, unes vint-i-dues, sis menys que a Sakayamuni. La primera fila inclou els Bodhisattves Sūryaprabha i Candraprabha, flanquejats pels Reis Celestials Virūḍhaka i Virūpākṣa. Les files posteriors presenten diversos Bodhisattves, Budes, generals esperits de serpent i figures celestials. De manera semblant que a la pintura de Sakyamuni, els assistents disminueixen de mida i el seu to de pell s'aclareix cos més lluny estan del Buda a qui acompanyen. El llenç mesura 6,62 metres per 4 metres.

### Amitābha
La pintura d'Amitābha és gairebé idèntica a la de Bhaisajyaguru. Hi trobem la mateixa composició, forma, patrons, colors, mudra i fins i tot la forma de la cara. És pràcticament un reflex de la composició de la pintura de Bhaisajyaguru. Tanmateix, hi ha una subtil diferència en la manera com vesteixen: la màniga dreta d'Amitābha deixa el braç al descobert per sota del colze, cosa que no passa amb Bhaisajyaguru. Aquest petit detall serveix per diferenciar els seus papers com a Budes.
Igual que amb Bhaisajyaguru, vint-i-dues deïtats envolten Amitābha. Les quatre de la primera fila expressen una gran alegria als seus rostres. D'esquerra a dreta trobem el Bodhisattva Cundi amb el Rei Celestial Dhṛtarāṣṭra tocant un instrument musical, i Mahāsthāmaprāpta amb el Rei Celestial Vaiśravaṇa sostenint una pagoda i un penó floral. La segona fila està formada per sis Bodhisattves, i la tercera per Budes del passat, deixebles i altres figures celestials, una d'aquestes figures segueix sense identificar. El llenç mesura 6,7 metres per 4 metres.

### Assemblea de Deïtats Guardianes
La pintura mostra una varietat de deïtats guardianes que vetllen per la protecció del dharma, presenta les figures distribuïdes en quatre files. La primera fila mostra a Skanda, el Bodhisattva protector de la doctrina budista, al centre. A la seva esquerra trobem Saraswati, Hogyedaesin, Vaisravana i Dhrtarastra. A la dreta hi ha Lakshmi, Bokdeokdaesin, un altre Vaiśravaṇa i Virūpākṣa. La segona fila presenta figures a banda i banda, a l'esquerra estan Tojisin, Garamsin, Panchika, Munhosin, l'esperit que governa l'aigua i Bangwisin. A la dreta hi ha Doryangsin, Oktaeksin, Mahogara, Juhwasin i Sijiksin. La tercera fila té un Asura al centre, a la seva esquerra hi ha Sikhin, Jusansin, un Kinnara i Sūrya. A la dreta hi ha Śakra, Garuda, Jujosin i Candra. La quarta fila està composta per deu apsaras i monjos celestials joves. La grandària del llenç és de 2,07 metres per 3,36 metres.